# Djurgårdsbrunnskanalen

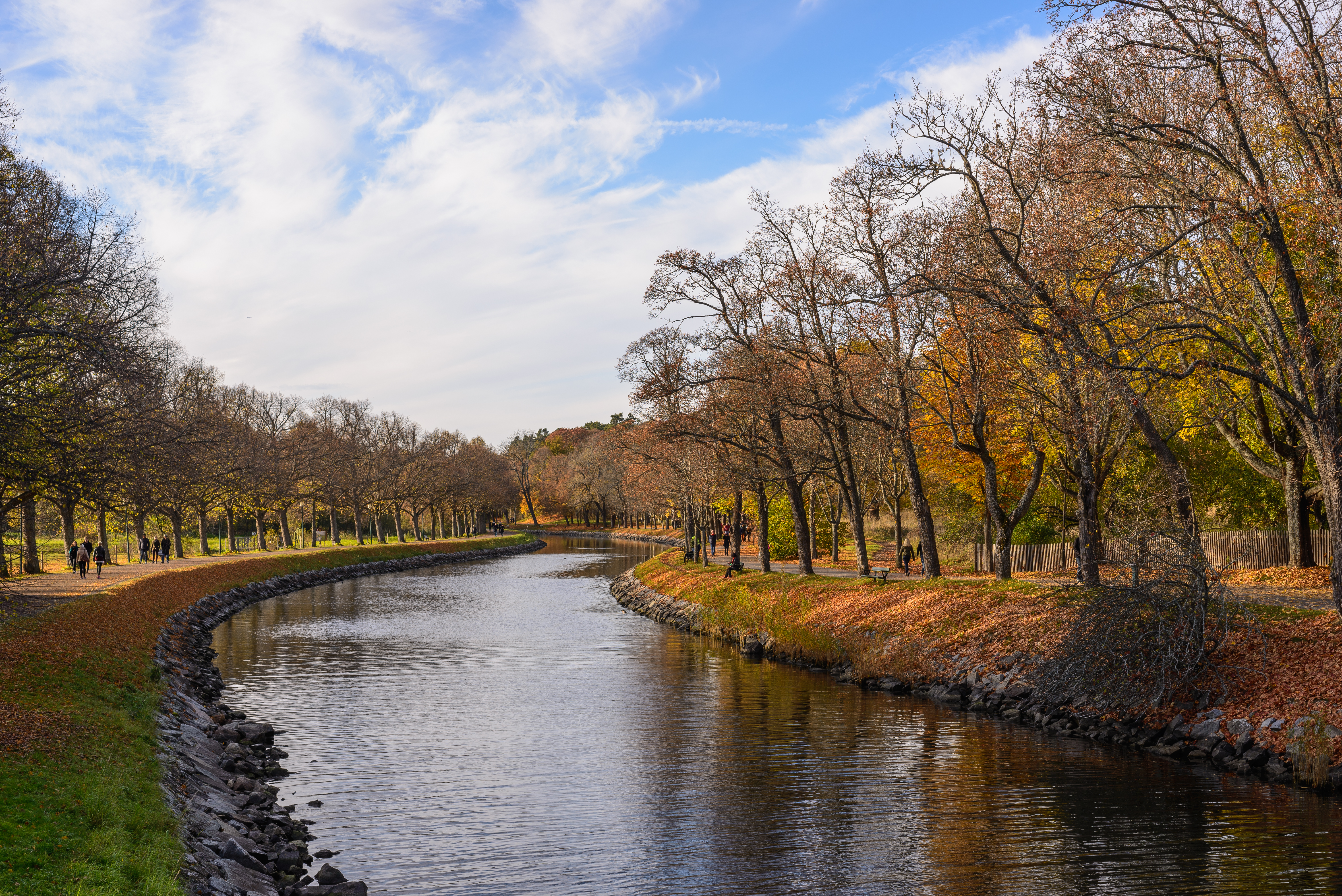
Djurgårdsbrunnskanalen.

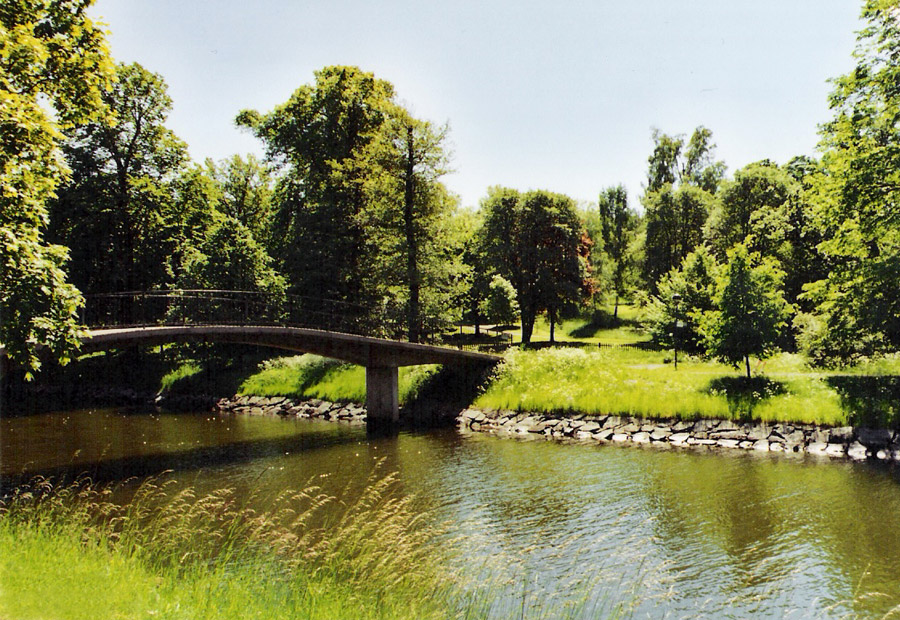
Lilla Sjötullsbron bắc qua Djurgårdsbrunnskanalen.

Djurgårdsbrunnskanalen (tiếng Thụy Điển: "Kênh đào mùa xuân Djurgården") là một con kênh ở trung tâm Stockholm, Thụy Điển, tách đảo Djurgården từ lục địa phía Bắc (hay đúng hơn phía Nam và phía Bắc Djurgården).
Con kênh trải dài một km từ Lilla Vartan để Djurgårdsbrunnsviken cho phép tàu rộng 9,5 mét và sâu 2,1 mét chạy qua. Hai cây cầu bắc qua kênh:. Djurgårdsbrunnsbron và Lilla Sjötullsbron.
Vua Charles XIV quyết định cho đào kênh này vào năm 1825. Con kênh được hoàn thành vào năm 1834

. 